# ادل زنده
ادل زنده دومین تور - کنسرت ادل خواننده و ترانه‌سرای بریتانیایی بود که در حمایت از دومین آلبوم او یعنی ۲۱ انجام می‌شد.